# Collegio di Gedling
Gedling è un collegio elettorale inglese situato nel Nottinghamshire, nelle Midlands Orientali, e rappresentato alla Camera dei comuni del Parlamento del Regno Unito. Elegge un membro del parlamento con il sistema first-past-the-post, ossia maggioritario a turno unico; l'attuale parlamentare è Michael Payne del Partito Laburista, che rappresenta il collegio dal 2024.

## Estensione

Gedling dal 2010 al 2024

- 1983-2010: i ward del borgo di Gedling di Bonington, Burton Joyce and Stoke Bardolph, Carlton, Carlton Hill, Cavendish, Conway, Gedling, Killisick, Kingswell, Mapperley Plains, Netherfield, Oxclose, Phoenix, Porchester, Priory, St James, St Mary's e Woodthorpe.
- 2010-2024: i ward del borgo di Gedling di Bonington, Burton Joyce and Stoke Bardolph, Carlton, Carlton Hill, Daybrook, Gedling, Killisick, Kingswell, Mapperley Plains, Netherfield and Colwick, Phoenix, Porchester, St James, St Mary's, Valley e Woodthorpe.
- dal 2024: i ward del borgo di Gedling di Bestwood St Albans, Carlton, Carlton Hill, Cavendish, Colwick, Coppice, Daybrook, Dumbles, Ernehale, Gedling, Netherfield, Phoenix, Plains, Porchester, Redhill, Trent Valley, and Woodthorpe.[1]

Gedling è una parte sostanziale della Grande Nottingham, e copre le aree più popolate del borough di Gedling. Si tratta di un collegio residenziale con popolazione di classe media, con più case con giardini e spazi aperti, rispetto al collegio di Broxtowe che si trova nel lato opposto di Nottingham.

## Membri del parlamento
| Elezione | Elezione        | Deputato       | Partito      |
| -------- | --------------- | -------------- | ------------ |
|          | 1983            | Philip Holland | Conservatore |
| 1987     | Andrew Mitchell |                | Conservatore |
|          | 1997            | Vernon Coaker  | Laburista    |
|          | 2019            | Tom Randall    | Conservatore |
|          | 2024            | Michael Payne  | Laburista    |

## Elezioni

### Elezioni negli anni 2020
| Partito                    | Partito                                           | Candidato                  | Risultati 4 luglio 2024 | Risultati 4 luglio 2024 |
| Partito                    | Partito                                           | Candidato                  | Voti                    | %                       |
| -------------------------- | ------------------------------------------------- | -------------------------- | ----------------------- | ----------------------- |
|                            | Laburista                                         | Michael Payne              | 23 278                  | 47,78                   |
|                            | Conservatore                                      | Tom Randall                | 11 397                  | 23,39                   |
|                            | Reform UK                                         | Simon Christy              | 8 211                   | 16,85                   |
|                            | Verdi                                             | Dominic Berry              | 3 122                   | 6,41                    |
|                            | Lib Dem                                           | Tad Jones                  | 2 473                   | 5,08                    |
|                            | Indipendente                                      | Irenea Marriott            | 241                     | 0,49                    |
|                            |                                                   |                            |                         |                         |
| Iscritti                   | Iscritti                                          | Iscritti                   | 77 006                  | 100,00                  |
| ↳ Votanti (% su iscritti)  | ↳ Votanti (% su iscritti)                         | ↳ Votanti (% su iscritti)  | 48 722                  | 63,27                   |
| ↳ Astenuti (% su iscritti) | ↳ Astenuti (% su iscritti)                        | ↳ Astenuti (% su iscritti) | 28 284                  | 36,73                   |
|                            |                                                   |                            |                         |                         |
|                            | Esito: collegio passa da Conservatore a Laburista |                            |                         |                         |

### Elezioni negli anni 2010
| Partito                    | Partito                                           | Candidato                  | Risultati 12 dicembre 2019 | Risultati 12 dicembre 2019 |
| Partito                    | Partito                                           | Candidato                  | Voti                       | %                          |
| -------------------------- | ------------------------------------------------- | -------------------------- | -------------------------- | -------------------------- |
|                            | Conservatore                                      | Tom Randall                | 22 714                     | 45,47                      |
|                            | Laburista                                         | Vernon Coaker              | 22 039                     | 44,12                      |
|                            | Lib Dem                                           | Anita Prabhakar            | 2 279                      | 4,56                       |
|                            | Brexit                                            | Graham Hunt                | 1 820                      | 3,64                       |
|                            | Verdi                                             | Jim Norris                 | 1 097                      | 2,20                       |
|                            |                                                   |                            |                            |                            |
| Iscritti                   | Iscritti                                          | Iscritti                   | 71 336                     | 100,00                     |
| ↳ Votanti (% su iscritti)  | ↳ Votanti (% su iscritti)                         | ↳ Votanti (% su iscritti)  | 52 164                     | 73,12                      |
| ↳ Astenuti (% su iscritti) | ↳ Astenuti (% su iscritti)                        | ↳ Astenuti (% su iscritti) | 19 172                     | 26,88                      |
|                            |                                                   |                            |                            |                            |
|                            | Esito: collegio passa da Laburista a Conservatore |                            |                            |                            |

| Partito                    | Partito                                | Candidato                  | Risultati 8 giugno 2017 | Risultati 8 giugno 2017 |
| Partito                    | Partito                                | Candidato                  | Voti                    | %                       |
| -------------------------- | -------------------------------------- | -------------------------- | ----------------------- | ----------------------- |
|                            | Laburista                              | Vernon Coaker              | 26 833                  | 51,92                   |
|                            | Conservatore                           | Carolyn Abbott             | 22 139                  | 42,84                   |
|                            | UKIP                                   | Lee Waters                 | 1 143                   | 2,21                    |
|                            | Lib Dem                                | Robert Swift               | 1 052                   | 2,04                    |
|                            | Verdi                                  | Rebecca Connick            | 515                     | 1,00                    |
|                            |                                        |                            |                         |                         |
| Iscritti                   | Iscritti                               | Iscritti                   | 71 285                  | 100,00                  |
| ↳ Votanti (% su iscritti)  | ↳ Votanti (% su iscritti)              | ↳ Votanti (% su iscritti)  | 51 682                  | 72,50                   |
| ↳ Astenuti (% su iscritti) | ↳ Astenuti (% su iscritti)             | ↳ Astenuti (% su iscritti) | 19 603                  | 27,50                   |
|                            |                                        |                            |                         |                         |
|                            | Esito: collegio confermato a Laburista |                            |                         |                         |

| Partito                    | Partito                                | Candidato                  | Risultati 7 maggio 2015 | Risultati 7 maggio 2015 |
| Partito                    | Partito                                | Candidato                  | Voti                    | %                       |
| -------------------------- | -------------------------------------- | -------------------------- | ----------------------- | ----------------------- |
|                            | Laburista                              | Vernon Coaker              | 20 307                  | 42,31                   |
|                            | Conservatore                           | Carolyn Abbott             | 17 321                  | 36,09                   |
|                            | UKIP                                   | Lee Waters                 | 6 930                   | 14,44                   |
|                            | Lib Dem                                | Robert Swift               | 1 906                   | 3,97                    |
|                            | Verdi                                  | Jim Norris                 | 1 534                   | 3,20                    |
|                            |                                        |                            |                         |                         |
| Iscritti                   | Iscritti                               | Iscritti                   | 70 070                  | 100,00                  |
| ↳ Votanti (% su iscritti)  | ↳ Votanti (% su iscritti)              | ↳ Votanti (% su iscritti)  | 47 998                  | 68,50                   |
| ↳ Astenuti (% su iscritti) | ↳ Astenuti (% su iscritti)             | ↳ Astenuti (% su iscritti) | 22 072                  | 31,50                   |
|                            |                                        |                            |                         |                         |
|                            | Esito: collegio confermato a Laburista |                            |                         |                         |

| Partito                    | Partito                                | Candidato                  | Risultati 6 maggio 2010 | Risultati 6 maggio 2010 |
| Partito                    | Partito                                | Candidato                  | Voti                    | %                       |
| -------------------------- | -------------------------------------- | -------------------------- | ----------------------- | ----------------------- |
|                            | Laburista                              | Vernon Coaker              | 19 821                  | 41,13                   |
|                            | Conservatore                           | Bruce Laughton             | 17 962                  | 37,27                   |
|                            | Lib Dem                                | Julia Bateman              | 7 350                   | 15,25                   |
|                            | BNP                                    | Stephen Adcock             | 1 598                   | 3,32                    |
|                            | UKIP                                   | David Marshall             | 1 459                   | 3,03                    |
|                            |                                        |                            |                         |                         |
| Iscritti                   | Iscritti                               | Iscritti                   | 70 972                  | 100,00                  |
| ↳ Votanti (% su iscritti)  | ↳ Votanti (% su iscritti)              | ↳ Votanti (% su iscritti)  | 48 190                  | 67,90                   |
| ↳ Astenuti (% su iscritti) | ↳ Astenuti (% su iscritti)             | ↳ Astenuti (% su iscritti) | 22 782                  | 32,10                   |
|                            |                                        |                            |                         |                         |
|                            | Esito: collegio confermato a Laburista |                            |                         |                         |

### Elezioni negli anni 2000
| Partito                    | Partito                                | Candidato                  | Risultati 5 maggio 2005 | Risultati 5 maggio 2005 |
| Partito                    | Partito                                | Candidato                  | Voti                    | %                       |
| -------------------------- | -------------------------------------- | -------------------------- | ----------------------- | ----------------------- |
|                            | Laburista                              | Vernon Coaker              | 20 329                  | 46,13                   |
|                            | Conservatore                           | Anna Soubry                | 16 518                  | 37,48                   |
|                            | Lib Dem                                | Raymond Poynter            | 6 070                   | 13,77                   |
|                            | UKIP                                   | Alan Margerison            | 741                     | 1,68                    |
|                            | Veritas                                | Deborah Johnson            | 411                     | 0,93                    |
|                            |                                        |                            |                         |                         |
| Iscritti                   | Iscritti                               | Iscritti                   | 68 965                  | 100,00                  |
| ↳ Votanti (% su iscritti)  | ↳ Votanti (% su iscritti)              | ↳ Votanti (% su iscritti)  | 44 069                  | 63,90                   |
| ↳ Astenuti (% su iscritti) | ↳ Astenuti (% su iscritti)             | ↳ Astenuti (% su iscritti) | 24 896                  | 36,10                   |
|                            |                                        |                            |                         |                         |
|                            | Esito: collegio confermato a Laburista |                            |                         |                         |

| Partito                    | Partito                                | Candidato                  | Risultati 7 giugno 2001 | Risultati 7 giugno 2001 |
| Partito                    | Partito                                | Candidato                  | Voti                    | %                       |
| -------------------------- | -------------------------------------- | -------------------------- | ----------------------- | ----------------------- |
|                            | Laburista                              | Vernon Coaker              | 22 383                  | 51,08                   |
|                            | Conservatore                           | Jonathan Bullock           | 16 785                  | 38,31                   |
|                            | Lib Dem                                | Tony Gillam                | 4 648                   | 10,61                   |
|                            |                                        |                            |                         |                         |
| Iscritti                   | Iscritti                               | Iscritti                   | 68 569                  | 100,00                  |
| ↳ Votanti (% su iscritti)  | ↳ Votanti (% su iscritti)              | ↳ Votanti (% su iscritti)  | 43 816                  | 63,90                   |
| ↳ Astenuti (% su iscritti) | ↳ Astenuti (% su iscritti)             | ↳ Astenuti (% su iscritti) | 24 753                  | 36,10                   |
|                            |                                        |                            |                         |                         |
|                            | Esito: collegio confermato a Laburista |                            |                         |                         |

## Risultati dei referendum

### Referendum sulla permanenza del Regno Unito nell'Unione europea del 2016
|             | Collegio | Lasciare UE % | Rimanere in UE % |
| ----------- | -------- | ------------- | ---------------- |
|             | Gedling  | 56,1%         | 43,9%            |
| Inghilterra | 53,3%    | 46,7%         |                  |
| Regno Unito | 51,9%    | 48,1%         |                  |